# Мантия (орган)
Вижте пояснителната страница за други значения на Мантия.
Мантия (на латински: pallium) е основна част от анатомията на мекотелите. Това е гръбна покривка на тялото, стена, която обхваща висцерална маса и обикновено се издава под формата на подгъв извън самата висцерална маса. При много, но не всички видове, външният епидермален слой на мантията продуцира калциев карбонат и конхиолин, при което се изгражда раковина. Мантията е наречена така поради приликата с наметало, което покрива тялото на мекотелите. Тя е място, където се разполагат редица сетивни органи, подпомага дишането, храносмилането, както и участва в изграждането на допълнителни органи, какъвто е сифонът.
Мантийната празнина е пространството, което се образува между извивките на двете крайни части на мантията. В нея са поместени ктенидиите и осфрадиите. Тук се отваря краят на храносмилателната и отделителната система.